# Saint-Sulpice-les-Bois
Saint-Sulpice-les-Bois település Franciaországban, Corrèze megyében. Lakosainak száma 78 fő (2022. január 1.). Saint-Sulpice-les-Bois Chavanac, Meymac, Millevaches, Saint-Germain-Lavolps és Sornac községekkel határos.

## Népesség
A település népessége az elmúlt években az alábbi módon változott:
| Lakosok száma | 101  | 79   | 71   | 68   | 78   | 82   | 84   | 85   | 82   | 78   |
|               | 1968 | 1982 | 1990 | 2006 | 2013 | 2015 | 2017 | 2019 | 2020 | 2022 |